# Asta online
L'asta online o asta elettronica è un particolare tipo di asta in cui tutto il processo viene eseguito connessi ad internet.

## Asta al rialzo
Nell'asta online al rialzo il venditore inserisce un'inserzione relativa all'oggetto in vendita e pone una base d'asta ed un termine ultimo per presentare le offerte.
Gli eventuali utenti interessati ad aggiudicarsi l'oggetto dichiarano la cifra massima che sono disposti a spendere per l'oggetto e l'oggetto si aggiudica a chi, al momento della scadenza, ha effettuato l'offerta più elevata.

A questo punto il compratore paga l'oggetto (i metodi più utilizzati sono: carta di credito, bonifico bancario, paypal, contrassegno) e il venditore glielo spedisce.
Una volta conclusa la transazione il compratore ha poi la possibilità di esprimere una valutazione positiva o negativa sul venditore per far sì che questi abbia una scheda valutativa determinata da tutti i giudizi di tutti i compratori e quindi possa essere considerato venditore affidabile o meno.
Il più famoso, nonché il primo sito di aste online, è eBay e la grossa diffusione del fenomeno è dovuta alla semplicità da parte degli utenti di poter vendere o comprare oggetti in tutto il mondo, fare domande ai venditori ed esprimere una valutazione sulla transazione una volta che questa si è conclusa.

## Asta al ribasso
Un sistema meno diffuso è quello delle aste al ribasso dove si aggiudica il prodotto colui che ha fatto l'offerta unica più bassa, ossia l'utente che, tra tutti i partecipanti all'asta, risulterà essere la sola ad aver offerto la somma più bassa.

Se ad esempio, nell'asta di un'automobile, ci sono 100 offerte è statisticamente probabile che ci saranno più persone che avranno effettuato un'offerta dello stesso importo, tutte queste vengono eliminate e si prendono in considerazioni solo le cifre offerte una sola volta. La più bassa vince.
Per effettuare ogni «puntata» si paga un prezzo fisso e il vantaggio per il venditore è quello incassare questo prezzo fisso oltre al costo finale dell'oggetto. Il vantaggio per il vincitore dell'asta è quello di potersi aggiudicare un oggetto ad un costo estremamente inferiore rispetto al suo reale valore.
Per il loro meccanismo, le aste al ribasso, piuttosto che essere vere aste, sono da considerarsi un gioco d'azzardo.